# Alkanna pseudotinctoria
Alkanna pseudotinctoria är en strävbladig växtart som beskrevs av Heinrich Carl Haussknecht och Hub.-mor. Alkanna pseudotinctoria ingår i släktet Alkanna och familjen strävbladiga växter. Inga underarter finns listade i Catalogue of Life.